# Jimma (zone)
Pour la ville, voir Jimma.
La zone Jimma (ou Jima, en oromo : Jimmaa) est une zone administrative de la région Oromia en Éthiopie. La ville de Jimma est la métropole et le centre administratif de la zone, sans toutefois en faire partie jusqu'à récemment car son statut de zone spéciale en a longtemps fait une enclave administrative autonome. En 2007, la zone Jimma compte 2 486 155 habitants en dehors de la zone spéciale Jimma, sa principale agglomération est alors Agaro.

## Origine et nom
La zone tient son nom de Jimma, l'ancienne capitale du royaume de Jimma, soutien de l'Éthiopie dans la conquête du royaume de Kaffa à la fin du XIXe siècle.
Créée en 1995 lors de la réorganisation du pays en régions, la zone Jimma reprend la partie nord de l'ancienne province du Kaffa et se rattache à la région Oromia.

## Woredas
La zone se composerait actuellement de 22 woredas, :
- Agaro Town
- Botor Tolay[4]
- Chora Botor
- Dedo
- Gera
- Gomma
- Gumay
- Jimma Town[1]
- Kersa
- Limmu Kosa
- Limmu Sakka
- Mana
- Mancho[4]
- Nono Benja[4]
- Omo Beyam[4]
- Omo Nada
- Seka Chekorsa
- Setema
- Shebe Senbo
- Sigmo
- Sokoru
- Tiro Afeta

## Géographie
Bordée au sud par la rivière Gojeb qui la sépare de la région Éthiopie du Sud-Ouest, limitrophe de la région des nations, nationalités et peuples du Sud (RNNPS) à l'est, la zone Jimma est entourée dans la région Oromia par les zones Illubabor, Buno Bedele, Misraq Welega et Mirab Shewa.
Jimma se trouve 350 kilomètres au sud-ouest d'Addis-Abeba. Outre la route en direction d'Addis Abeba, les principales routes partant de Jimma conduisent à Bedele et à Bonga.
La zone est desservie par l'aéroport de Jimma.
Connectée au Nil Blanc par des affluents du Baro et au Nil Bleu par la rivière Didessa, la zone est cependant en grande partie  dans le bassin versant de l'Omo par la rivière Gibe et ses principaux affluents : la rivière Gilgel Gibe ou « petite Gibe » qui coule dans le sud et l'est de la zone, et la rivière Gojeb qui longe le sud de la zone.
La rivière Gibe prendrait sa source aux environs d'Ambuye dans le woreda Limmu Kosa et coulerait d'abord vers le nord-est[à vérifier] avant de s'incurver à la limite de la zone Mirab Shewa.
L'Omo, qui naît au confluent de la rivière Wabe venant de la RNNPS, coule entre la zone Jimma et la RNNPS, puis à l'intérieur de la RNPPS le long du woreda spécial Yem, puis à nouveau entre la zone Jimma et la RNNPS jusqu'au confluent du Gojeb.

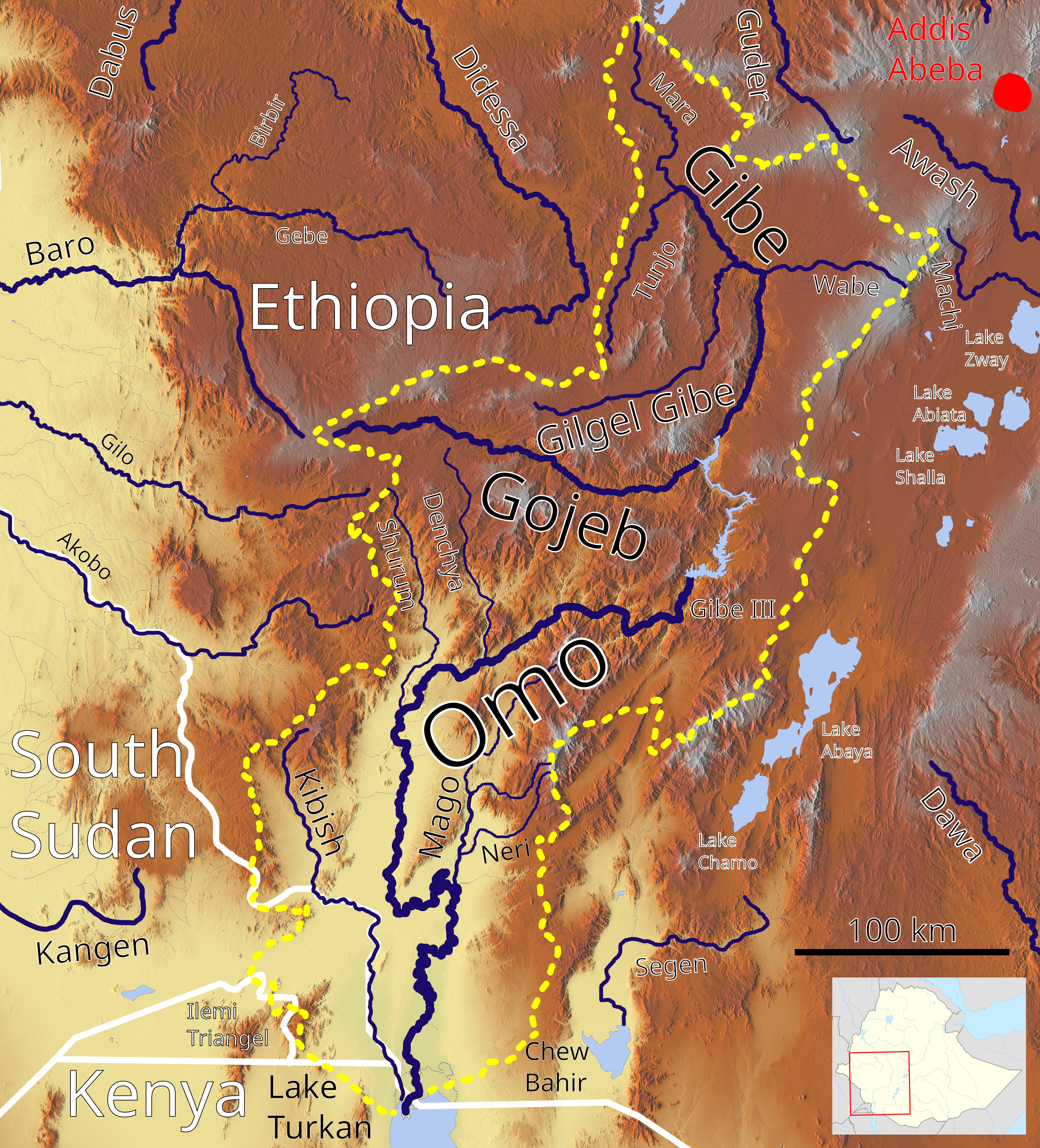
Gilgel Gibe, Gibe, Gojeb et Omo.
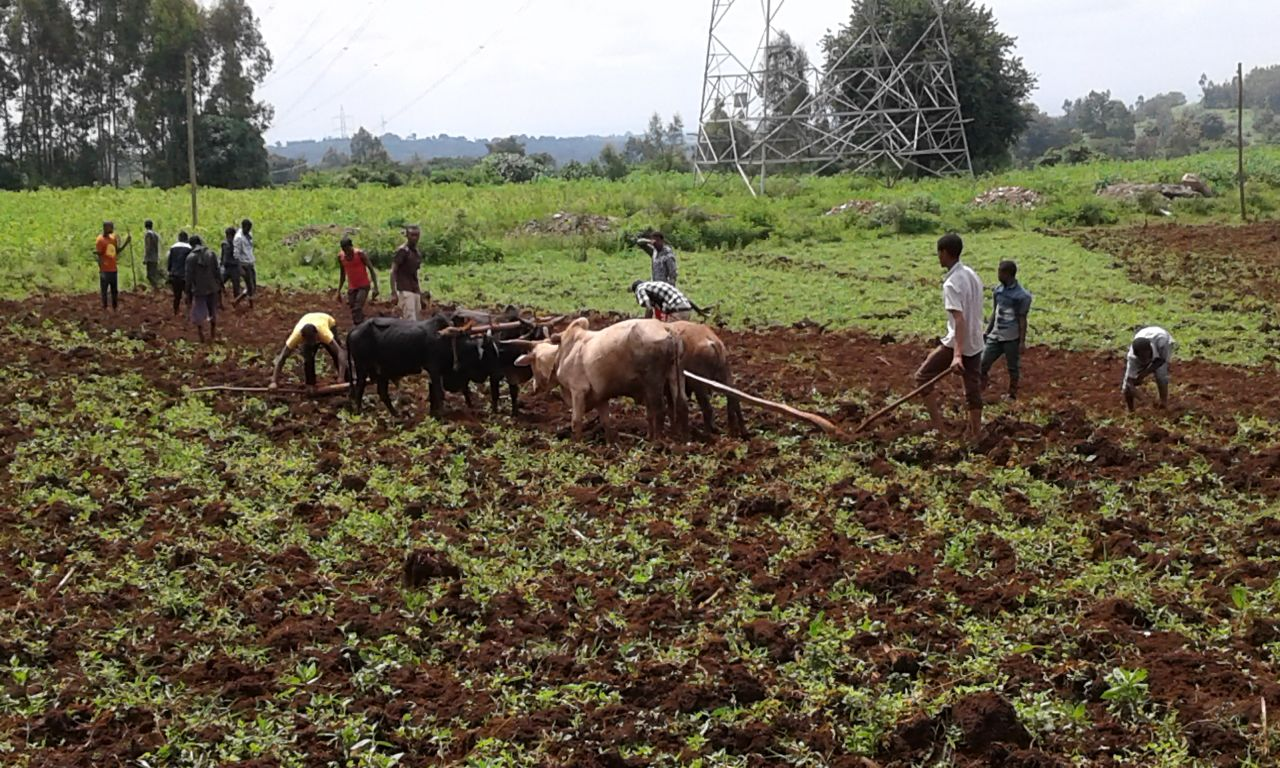
Travaux des champs dans la zone Jimma.

## Démographie
Le recensement national de 2007 fait état pour la zone d'une population totale de 2 486 155 habitants dont 6 % de citadins dans un périmètre qui exclut les 120 960 habitants de la zone spéciale Jimma,.
La plupart des habitants (90 %) ont pour langue maternelle l'oromo, 5 % l'amharique, 1 % le yemsa et 0,7 % le dawro.
Environ 86 % des habitants de la zone sont musulmans, 11 % sont orthodoxes et 3 % protestants.
La principale agglomération recensée est Agaro avec 25 458 habitants en 2007, suivie par Limu Genet avec 9 993 habitants, puis par Asendabo et Seka qui ont respectivement 7 120  et 7 029 habitants à la même date.
| Woreda        | Population 2007 | Agglomérations en 2007,  |
| ------------- | --------------- | ------------------------ |
| Agaro Town    | 25 458          | Agaro                    |
| Chora Botor   | 91 738          | Kara                     |
| Dedo          | 288 457         | Shek                     |
| Gera          | 112 395         | Chira                    |
| Gomma         | 213 023         | Gembe, Choche, Limushay  |
| Gumay         | 60 490          | Toba                     |
| Kersa         | 165 391         | Siribo                   |
| Limmu Kosa    | 161 338         | Limu Genet, Ambuye, Babu |
| Limmu Sakka   | 189 463         | Atinago                  |
| Mana          | 146 675         | Yebu                     |
| Omo Nada      | 248 173         | Asendabo, Nada           |
| Seka Chekorsa | 208 096         | Seka                     |
| Setema        | 103 221         | Gatira                   |
| Shebe Senbo   | 112 068         | Shebe                    |
| Sigmo         | 92 313          | Sigmo                    |
| Sokoru        | 136 320         | Deneba, Sokoru           |
| Tiro Afeta    | 131 536         | Dmetu, Ako               |

En 2022, la population est estimée sur le même périmètre à 3 568 782 personnes avec une densité de population de 229 personnes par km2 et 15 569 km2 de superficie,.